# Faith (álbum de The Cure)
Faith -En español: Fe- es el tercer álbum de estudio de la banda británica de rock alternativo The Cure, lanzado el 14 de abril de 1981 por Fiction Records.
Faith fue considerado un álbum de culto dentro del llamado rock gótico por su carácter depresivo y por sus letras existenciales.[cita requerida] Junto con el anterior Seventeen Seconds (1980) el posterior Pornography (1982), Faith es el segundo movimiento de la llamada "trilogía clásica", cuyos álbumes están continuados entre sí.

## Contexto

### Antecedentes
Durante la gestación del álbum, murió la abuela del cantante de la banda, Robert Smith, así como la madre del baterista, Lol Tolhurst. Los dos amigos empezaron entonces a mantener conversaciones profundas sobre lo que había significado la pérdida de sus familiares. Aquellas primeras experiencias con la muerte no tardaron en influenciar las nuevas composiciones de The Cure.

### Concepto

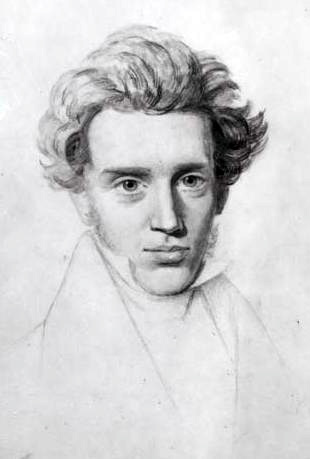
En Faith hubo una importante carga existencialista que el cantante y compositor Robert Smith usó en todo el álbum. En la imagen, retrato de Søren Kierkegaard, uno de los padres de la corriente existencialista.

Faith fue en esencia el álbum más espiritual de The Cure y el segundo de su trilogía clásica u oscura. A veces este álbum es comparado erróneamente con Disintegration ya que ambos discos tratarán temas totalmente distintos.[cita requerida] La temática de este álbum gira sustancialmente en torno a la falta de fe del líder del grupo, Robert Smith y su empeño por encontrarse con ella.[cita requerida]
En 1980, Robert Smith comenzó a frecuentar iglesias en busca de esa fe perdida y observó a los feligreses jubilosos en una fe que él sintió perdida. Smith fue adoctrinado férreamente por su familia en el catolicismo, incluso llegó a visitar la Ciudad del Vaticano durante su infancia y conoció al papa Juan XXIII. Pero en 1981, el guitarrista descubrió su falta de credos y su gran vacío interior. Tales reflexiones sobre la existencia y sobre sus miedos, le llevó a esbozar ocho largos y densos temas que configuraron Faith.
El álbum también habla sobre el añoro de la infancia perdida, derivado como segundo tema central el cual estuvo implícito en la mayoría de las letras del LP.[cita requerida]

### Composición

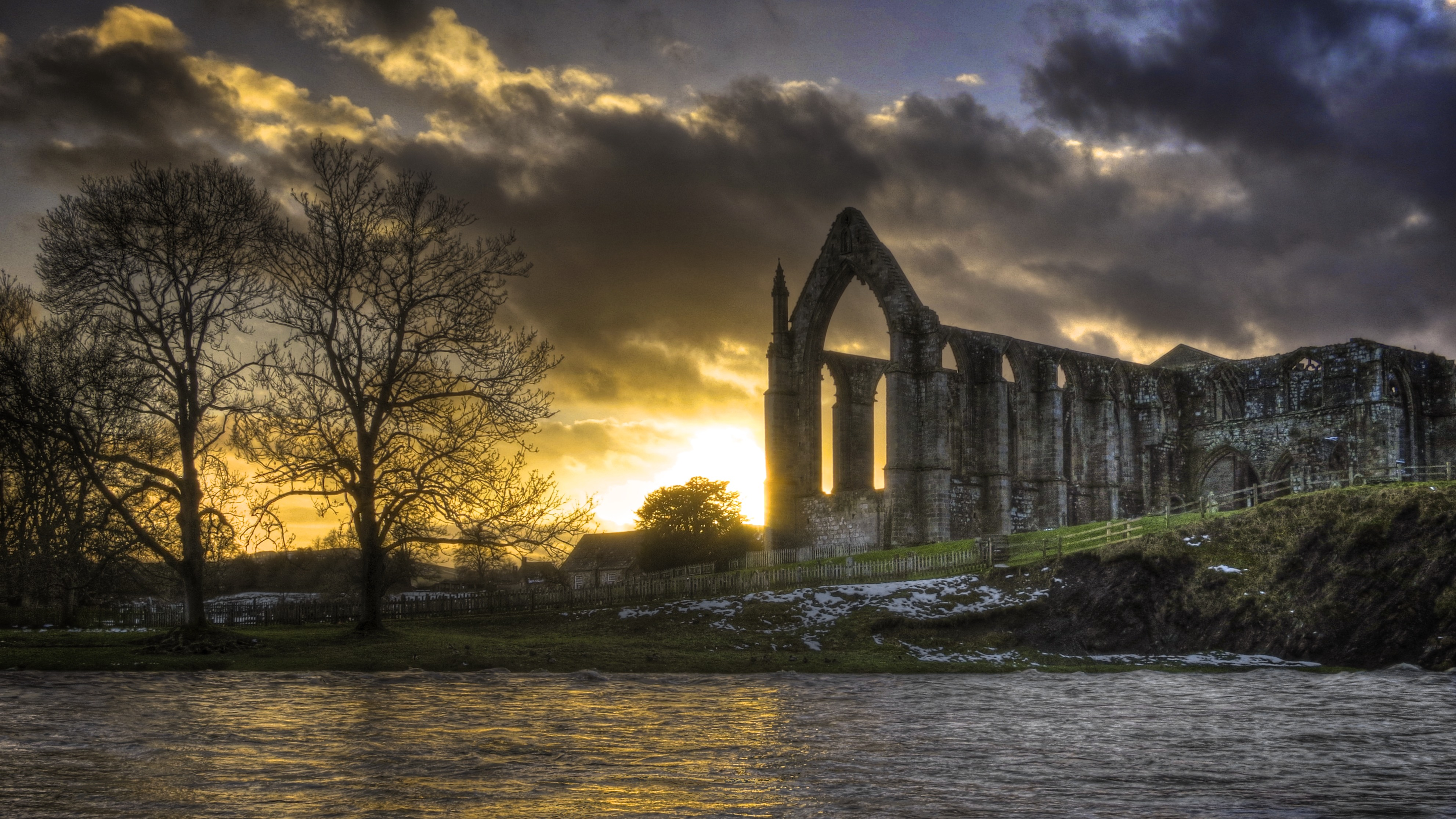
Las ruinas de la Abadía de Bolton (en la imagen), le sirvieron al cantante y compositor Robert Smith para evocar sus recuerdos de infancia, uno de los temas secundarios del disco.

Todas las letras fueron escritas por Robert Smith, aunque se cree que la letra de «All Cats Are Grey» es una posible contribución del baterista Lol Tolhurst y la de «Doubt» está compuesta posiblemente por el bajista Simon Gallup.[cita requerida] Una de las canciones del disco, «The Drowning Man» se inspira en una serie de novelas de Mervyn Peake. Faith es el primer disco de The Cure en incluir la guitarra barítona/bajo de seis cuerdas. La portada del álbum la compone una foto de la abadía de Bolton en la niebla, lugar que Smith solía frecuentar de pequeño.

## Lanzamiento y promoción

### Gira
La gira de presentación de Faith se dividió en dos fases: el The Primary Tour tan solo en UK y Europa, y el The Picture Tour donde se le añadieron Estados Unidos, Australia y Francia.

## Recepción

### Crítica
New Musical Express (NME) dijo sobre Faith que estaba lastrado por «un poso de angustia adolescente que hacía que uno no pudiera tomarse aquello demasiado en serio...».[cita requerida] Desde su publicación en 1981, Faith ha ido ganando peso dentro de la discografía de The Cure, erigiéndose como uno de los más importantes de su carrera.[cita requerida] Faith es también, por su contexto histórico, el máximo deudor del celebrado Closer del grupo post-punk, Joy Division.[cita requerida]

### Posiciones y certificaciones
| Año  | Lista | Posición | Certificación  |
| ---- | ----- | -------- | -------------- |
| 1981 | UK    | 14       | Disco de plata |
| 1981 | AUS   | 38       | —              |
| 1981 | FRA   | 84       | —              |
| 1981 | NZ    | 1        | —              |
| 1981 | SUE   | 38       | —              |

## Remasterización de 2005
Faith fue relanzado en el Reino Unido el 25 de abril de 2005 (el 26 en Estados Unidos) como parte de las series Deluxe de la discográfica Universal. La nueva edición, de dos CD incluyó una versión remasterizada del LP original, y la canción «Carnage Visors» en el primer CD, así como una colección de demos, canciones en vivo y el sencillo «Charlotte Sometimes», no incluido en ninguno de los álbumes de la banda. También existe una edición monodisco, que incluyó el álbum original remasterizado.
The cure es considerada como uno de los grupos representativos del movimiento post-punk.

## Listado de canciones

### Edición original 1981
| N.º | Título                                                | Duración |  |
| 1.  | «The Holy Hour»                                       | 4:25     |  |
| 2.  | «Primary»                                             | 3:35     |  |
| 3.  | «Others Voices»                                       | 4:28     |  |
| 4.  | «All Cats Are Grey»                                   | 5:28     |  |
| 5.  | «The Funeral Party»                                   | 4:14     |  |
| 6.  | «Doubt»                                               | 3:11     |  |
| 7.  | «The Drowning Man»                                    | 4:50     |  |
| 8.  | «Faith»                                               | 6:43     |  |
| 9.  | «Carnage Visors» (cara B sólo para la edición casete) | 27:51    |  |

- Todas las canciones fueron escritas por The Cure: (Smith/Gallup/Tolhurst).

### Edición Remasterizada 2005
| Faith - Edición Deluxe 2CD |                                                          |          |  |
| N.º                        | Título                                                   | Duración |  |
| 1.                         | «The Holy Hour»                                          | 4:25     |  |
| 2.                         | «Primary»                                                | 3:35     |  |
| 3.                         | «Others Voices»                                          | 4:28     |  |
| 4.                         | «All Cats Are Grey»                                      | 5:28     |  |
| 5.                         | «The Funeral Party»                                      | 4:14     |  |
| 6.                         | «Doubt»                                                  | 3:11     |  |
| 7.                         | «The Drowning Man»                                       | 4:50     |  |
| 8.                         | «Faith»                                                  | 6:43     |  |
| 9.                         | «Carnage Visors» (cara B sólo para la edición de casete) | 27:51    |  |

| Rarezas 1980-81 |                                                                                        |          |  |
| N.º             | Título                                                                                 | Duración |  |
| 1.              | «Faith» (demo instrumental inédita casera de Robert Smith, 8/80)                       | 2:56     |  |
| 2.              | «Doubt» (demo instrumental inédita casera de Robert Smith, 8/80)                       | 1:09     |  |
| 3.              | «Drowning» (demo instrumental inédita casera del grupo, 9/80)                          | 1:52     |  |
| 4.              | «The Holy Hour» (demo inédita del grupo casera, 9/80)                                  | 4:48     |  |
| 5.              | «Primary» (toma inédita de estudio descartada, 9/80)                                   | 4:22     |  |
| 6.              | «Going Home Time» (canción inédita descartada de Faith grabada en Morgan Studio, 9/80) | 3:31     |  |
| 7.              | «The Violin Song» (canción inédita descartada de Faith, 2/81)                          | 3:38     |  |
| 8.              | «A Normal Story» (canción inédita descartada de Faith, 2/81)                           | 3:04     |  |
| 9.              | «All Cats Are Grey» (versión inédita en vivo de 1981)                                  | 5:37     |  |
| 10.             | «The Funeral Party» (versión en vivo de 1981 contenida en Curiosity)                   | 4:38     |  |
| 11.             | «Other Voices» (versión en vivo de 1981 contenida en Curiosity)                        | 4:45     |  |
| 12.             | «The Drowning Man» (versión en vivo en Australia de 1981 contenida en Curiosity)       | 5:48     |  |
| 13.             | «Faith» (versión en vivo inédita grabada en el Teatro Capitol de Sídney, 8/81)         | 10:23    |  |
| 14.             | «Forever» (versión inédita en vivo de 1981)                                            | 9:19     |  |
| 15.             | «Charlotte Sometimes» (single original, 5/10/1981)                                     | 4:13     |  |

## Sencillos y lados B
| N.º | Título | Duración |  |
| 1.  | «Primary» (publicado el 27 de marzo de 1981)                                                                 | 3:35     |  |
| 2.  | «Descent» (lado B de «Primary»)                                                                              | 3:09     |  |
| 3.  | «Charlotte Sometimes» (publicado el 5 de octubre de 1981 - no incluido en Faith)                             | 4:13     |  |
| 4.  | «Splintered in Her Head» (lado B de «Charlotte Sometimes»)                                                   | 5:17     |  |
| 5.  | «Faith» (versión en vivo en el Teatro Capitol de Sídney 1981 de la edición del 12" de «Charlotte Sometimes») | 10:23    |  |

## Créditos
| The Cure - Robert Smith - (Líder) Guitarra, Teclados, Voz - Simon Gallup - Bajo - Laurence Tolhurst - Batería | Producción - Producido por: The Cure y Mike Hedges - Grabado y mezclado en: Morgan (Estudio 1), Wilesden (Londres) - Publicado por: Fiction Records - Ingenieros de sonido: Mike Hedges, Graham Carmichael, David Kemp - Arte por: Porl y Undy - Agradecimientos: Chris Parry, Martyn Webster y Mike Dutton |